# Коксуйский хребет (Алтай)
Коксу́йский хребе́т расположен в Алтайских горах, на границе Республики Алтай и Казахстана. Длина — ок. 70 км, средние высоты — ок. 2000—2100 м, высшая точка — гора Линейский Белок (2598 м).
Хребет сложен кристаллическими, метаморфическими сланцами, гнейсами и туфогенными породами.
До высоты 1700—1800 м на северных склонах здесь преобладает тайга из сибирского кедра, ели и пихты, в то время как на южных распространены высокотравные луга. Выше находится кедрово-лиственничное редколесье, субальпийские и альпийские луга, а самый верхний пояс занимает щебнисто-лишайниковая тундра.